# Myšáci
Myšáci (Coliiformes) jsou malým řádem ptáků, jehož zástupci se vyskytují pouze v subsaharské Africe. Zajímavým znakem řádu je flexibilita okrajových prstů, které dokáží obrátit buď dopředu nebo dozadu, což jim umožňuje obratně šplhat po stromech.

## Popis
Myšáci jsou menší ptáci připomínající pěvce, nejsou s nimi však příbuzní. Velikost myšáků se pohybuje mezi 26–40 cm, jejich váha osciluje v rozmezí 28–82 g. Opeření je velmi jemné a připomíná spíše srst savců než ptačí peří. Bývají šedě nebo hnědě zbarvení a velmi dlouhý tuhý ocas je asi dvakrát delší než tělo. Obě pohlaví se mohou chlubit chocholkou na hlavě. Samec i samice vypadají stejně. Myšáci mají jedinečným způsobem utvářené nohy – vnější prsty (1. a 4. prst) se mohou otáčet tak, že směřují dopředu (spolu s ostatními prsty, nohy pak slouží pro zavěšení) nebo dozadu (pro uchopení). Mezi spodním zobákem a bází lebky je umístěn zvláštní kloub, který myšákům umožňuje spolknout i velmi velké ovoce.

## Biologie a ekologie
Jsou to sociální ptáci žijící v párech, menších rodinných skupinkách a občasně i menších hejnech do 30 jedinců. Členové hejna sedávají vedle sebe, těsně nahloučení jeden na druhého. Především při nocování vytvářejí těsné „hrozny“, čítající i několik desítek ptáků. Při spánku myšáci upadají do částečného torporu, který je u ptáků dosti vzácný. Jsou býložraví, živí se pupeny, listy nebo plody. Potravu si hledají na zemi nebo na stromech.

### Hnízdění
Myšáci jsou monogamní, avšak v době hnízdění jim často pomáhají jejich potomci z minulé snůšky. Veškeré záležitosti kolem hnízdění od stavby hnízda přes inkubaci po krmení mláďat zajišťují oba rodiče. Hnízdí na stromech ve volných koloniích. Samice snáší většinou 2–3 malá vejce do šálkovitého hnízda z rostlinného materiálu. Mláďata jsou krmivá a rodí se asnychronně po 12 dnech inkubace. Slepá, téměř holá bezbranná mláďata jsou rodiči intenzivně zahřívána po celou dobu jejich pobytu na hnízdě, který trvá kolem 2,5 týdne, načež dochází k prvnímu letu. Ptáčata však zůstávají poblíž rodičů po dalších několik týdnů.

## Systematika

### Evoluce

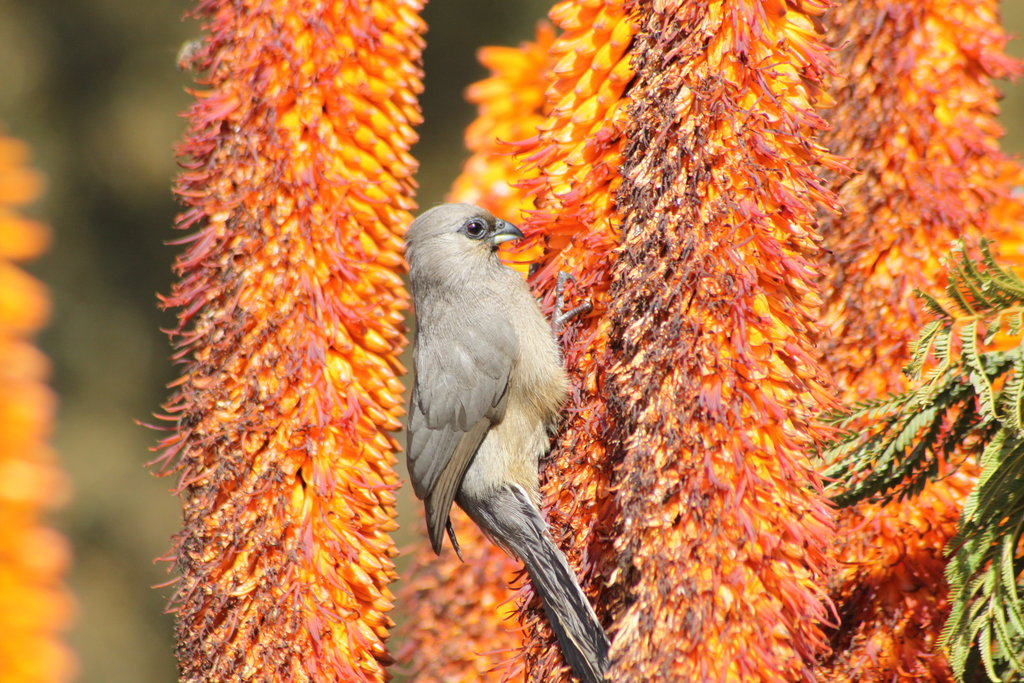
Myšák hnědokřídlý (Jihoafrická republika)

Myšáci by se dali považovat za živoucí fosilie. Nejstarším fosilním zástupcem myšáků je rod Tsidiiyazhi, jehož fosilní pozůstatky z Mexika jsou staré kolem ∼62,5 milionů let. Myšáci se tedy začali divergovat již relativně krátce po vymírání na konci křídy, které se událo před ∼66 miliony lety. Fosilní záznam je poměrně bohatý a je známa řada rodů z paleogénu i miocénu.
Za zmínku stojí hlavně vymřelá čeleď myšáků Sandcoleidae, jejíž zástupci představují vůbec nejpočetnější skupinu středně velkých lesních ptáků přítomných ve fosilních nalezištích z raného a středního eocénu v Evropě a Severní Americe.

### Systém myšáků
České jméno myšáci dostali podle způsobu, jakým hledají potravu – pobíhají po zemi nebo šplhají po keřích a při pohybu vegetací pŕipomínají myši. Rovněž jejich velmi jemné peří připomíná spíše myší srst než peří jiných ptáků.
O taxonomickém zařazení myšáků se již od jejich objevu vedu živé debaty. Diskuse vědců nevyřešily ani podrobné morfologické a genetické studie, které často generovaly protichůdné výsledky. Je známo 6 recentních druhů myšáků ve dvou rodech:
| Obrázek | Vědecké jméno       | Běžné jméno          | Rozšíření                        |
| ------- | ------------------- | -------------------- | -------------------------------- |
|         | myšák bělohřbetý    | Colius colius        | jižní Afrika                     |
|         | myšák bělohlavý     | Colius leucocephalus | Africký roh                      |
|         | myšák červenohřbetý | Colius castanotus    | Angola                           |
|         | myšák hnědokřídlý   | Colius striatus      | střední, východní a jižní Afrika |
|         | myšák jihoafrický   | Urocolius indicus    | jižní Arika                      |
|         | myšák dlouhoocasý   | Urocolius macrourus  | subsaharská Afrika               |